# Tượng Michael Jackson HIStory
"Tượng Michael Jackson HIStory" là một tác phẩm điêu khắc Michael Jackson được tạo ra vào năm 1994 bởi Diana Walczak, và trở thành cơ sở cho hình bìa album phòng thu thứ 9 của Jackson, HIStory: Past, Present and Future, Book I cũng như cho nhiều bức tượng được đặt tại nhiều thị trường lớn nhằm quảng bá cho album và chuyến lưu diễn HIStory World Tour. Diana đã khắc bức tượng ban đầu với một cái nhìn hoành tráng, theo mong muốn của Jackson muốn có một bức tượng khổng lồ trên bìa album. Tác phẩm sau đó đã được số hóa, và được đưa vào bìa album bằng hiệu ứng máy tính và hình ảnh bởi tập đoàn Kleiser-Walczak Construction Co., vào bìa album HIStory.
Để quảng bá cho HIStory World Tour, một phiên bản bức tượng cao 30 feet (9.1 m) đã được xây dựng. Một bức xây dựng bằng thạch cao và gỗ đã được đặt trên đỉnh của cửa hàng Tower Records ở Los Angeles. Đối với việc quảng bá ở châu Âu, 10 bản sao được xây dựng trong 3 tháng bởi một nhóm 30 người từ thép và sợi thủy tinh, nặng từ khoảng £20.000 (9.1 kg). Nó được đặt tại nhiều nơi khác nhau quanh các thị trướng lớn: một tại sông Thames ở Luân Đôn, một cái khác được hạ xuống bởi cần cẩu trước Alexanderplatz ở Berlin, những cái còn lại ở nhiều mốc như Đại lộ Champs-Élysées ở Paris và Gallerie di Piazza Scala ở Milan, cũng như tại nơi tour diễn bắt đầu tại Prague được xây dựng bằng cách sử dụng bệ của Đài tưởng niệm Stalin đã bị phá hủy. Năm 1996 khi lưu diễn tại Hà Lan, Jackson đã tặng bức tượng đặt ở Hà Lan cho Nhà tự thiện Ronald McDonald đang xây dựng ở Eindhoven. Bức tượng sau đó đã được mua bởi chủ sở hữu của McDonald's Best, Peter Van Gelder trong một cuộc đấu giá. Nó đã đứng trên bãi đậu xe của McDonald's Best đến tận ngày nay, trở thành một điểm thu hút người hâm mộ của Jackson sau khi ông qua đời vào năm 2009.